# Điện cực
Điện cực còn gọi gọn là cực, là một phần tử dẫn điện được sử dụng để tạo tiếp xúc điện của một mạch điện với môi trường cụ thể nào đó, từ đó thực hiện trao đổi điện tử với môi trường (về điện áp hoặc dòng điện).
Từ "Electrode" được William Whewell đặt theo yêu cầu của nhà khoa học Michael Faraday, lấy từ tiếng Hy Lạp Elektron có nghĩa là hổ phách (mà từ hổ phách con người phát hiện ra điện), và Hodos là đường đi.
Điện cực có mặt trong các linh kiện điện tử như transistor, đèn điện tử. Trong lưới điện năng thì có điện cực chống sét.
Các nghiên cứu hoá lý trong hóa học, sinh học, y học thì phải dùng đến điện cực đặc chủng, chế tạo theo lý thuyết và công nghệ xác định để giảm thiểu nhiễu do các hiệu ứng phụ của vật liệu gây ra. Ví như nghiên cứu tế bào thì dùng các vi điện cực.

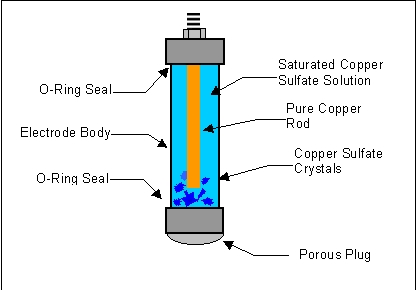
Cấu trúc điện cực không phân cực bằng sulfat đồng

## Nguyên lý hoạt động
Điện cực thực hiện tiếp xúc và trao đổi điện với môi trường, nhưng nhu cầu sử dụng dẫn đến hai hướng ngược nhau trong việc chế tạo và sắp đặt điện cực.
- Điện cực dẫn truyền điện tích vào môi trường: Vật liệu và bề mặt tiếp xúc được lựa chọn và xử lý để trao đổi điện tử diễn ra thuận lợi nhất, ví dụ bề mặt cathode trong đèn điện tử được phủ bằng lớp có thế năng phát xạ điện tử thấp, ngõ hầu lượng điện tử bật ra buồng chân không nhiều nhất. Các tấm điện cực trong tụ điện, trong pin, ắc quy,... cũng được xử lý bằng công nghệ thích hợp để có những tính năng hữu ích tốt nhất.
- Điện cực thu thập thông tin thì hướng đến sử dụng điện tích ít nhất, tránh ảnh hưởng của điện cực tới môi trường.[2]

## Các điện cực
Các điện cực có tên trong các văn liệu.

### Theo tên gọi chức năng phổ biến
- Anode
- Cathode

### Kỹ thuật điện tử
- Âm cực quang
- Base
- Collector
- Drain
- Dynode
- Emitter
- Gate
- Grid
- Source

### Điện cực kỹ thuật
Các điện cực sử dụng trong các đo đạc thí nghiệm điện hoá, trong đó một số được chế tạo thành dụng cụ đo lường.
- Điện cực hydro tiêu chuẩn (Standard hydrogen electrode)
- Điện cực không phân cực (Copper–copper(II) sulfate electrode)
- Điện cực bạch kim (Platinum black)
- Điện cực bột carbon (Carbon paste electrode)
- Điện cực bọt graphene (Graphene foam)
- Điện cực calomel bão hòa (Saturated calomel electrode)
- Điện cực cellulose (Cellulose electrode)
- Điện cực Clark (Clark electrode)
- Điện cực chloride bạc (Silver chloride electrode)
- Điện cực fluoride chọn lọc (Fluoride selective electrode)
- Điện cực hydro động (Dynamic hydrogen electrode)
- Điện cực kali chọn lọc (Potassium selective electrode)
- Điện cực khuếch tán khí (Gas diffusion electrode)
- Điện cực palladi-hydro (Palladium-hydrogen electrode)
- Điện cực quinhydrone (Quinhydrone electrode)
- Điện cực reversible hydro (Reversible hydrogen electrode)
- Điện cực Severinghaus (Severinghaus electrode)
- Điện cực thủy ngân (Dropping mercury electrode)
- Điện cực thủy tinh (Glass electrode)
- Điện cực đồng
- Ultramicroelectrode

## Ứng dụng
Ứng dụng của điện cực là trao đổi dẫn điện vào hay từ môi trường đối tượng, sao cho quá trình đó xảy ra theo hiệu quả mong muốn, ảnh hưởng của vùng tiếp xúc điện cực với môi trường tới quá trình điện là nhỏ.
1. Trong đo đạc thì thu nhận điện tích của môi trường với ảnh hưởng ít nhất, điện cực không làm lệch phân bố điện trường ở môi trường.
2. Trong dẫn dòng điện vào môi trường (điện phân, chống sét,...) hay từ môi trường (pin mặt trời, pin nhiệt,...) thì tổn hao tại tiếp xúc là nhỏ nhất.